# Сєверне (Алтайський район)
Сє́верне (каз. Северное) — село у складі Алтайського району Східноказахстанської області Казахстану. Входить до складу Сєверного сільського округу.
Населення — 126 осіб (2021; 209 у 2009, 254 у 1999, 394 у 1989).
Національний склад станом на 1989 рік:
- росіяни — 69 %
- казахи — 28 %